# Mundzuk
Mundzuk vagy Mundzsuk (390 – 434) hun nagykirály volt 415 és 420 között. A trónon őt előbb öccse, Ruga, majd fiai Bleda (magyar mondákban Buda) és Attila hun király követték. Nevének jelentése az ótörökben „gyöngy, ékszer vagy zászló” Az ótörök szó monçuk, konkrét jelentése „ékszer”, az uralkodó neve is inkább Moncsuk vagy legfeljebb Muncsuk lehetett, de a nevet ránk hagyományozó gót és görög források ezt a hangot nem tudták jelölni. Iordanes a Mundzucus, Cassiodorus pedig a Μουνδίουχος nevekkel említi. A gót nyelvű forrás hibás olvasata eredményezi a Mundzsuk nevet. Van olyan etimológia, amely a gepida eredetű, latinosan Mundus alakú személynévre próbálja visszavezetni.
A magyar mondákban Bendegúz néven szerepel.
Az egyetlen Bendegúz ( Mundzuk ) hun nagykirály szobornak Farmos ad otthont.

## Uralkodása
Közvetlen korabeli forrás nem nevezi őt a hunok nagykirályának, azonban a rá való utalások szerint minden bizonnyal az volt. Attila hivatalos címében szerepelt a „Mundzuk fia” kitétel. Ruga nagykirály halála után (430?) unokaöccsei, Bleda és Attila a jelek szerint problémamentesen vették át a hatalmat. Ez tehát a korban a sztyeppén szokásos szeniorátus elvének megfelelő hatalomátvétel volt, amelyben Rugát bátyjának fiai követték a trónon. Attila később követe – Orestes – útján is azzal dicsekedett II. Theodosius császárnak, hogy ő a császárral egyenrangú nemes származású, a nemes Mundzuk utóda.
A forrásokban Ruga és testvére, Oktár együtt tűnik fel, mint a hun törzsszövetség vezetői. Az ő társuralkodójuk lehetett haláláig Mundzuk is. A jelek arra mutatnak, hogy ők hozták létre az erős központosított törzsszövetséget, mert a hunok ekkortól jelentettek komoly fenyegetést a Kelet- és Nyugatrómai Birodalomra.